# Leptosiaphos rhomboidalis
Leptosiaphos rhomboidalis är en ödleart som beskrevs av  Donald G. Broadley 1989. Leptosiaphos rhomboidalis ingår i släktet Leptosiaphos och familjen skinkar. Inga underarter finns listade i Catalogue of Life.